# YG (rapper)
Keenon Daequan Ray Jackson, művésznevén YG vagy Young Gangsta, amerikai west coast hiphopelőadó. Compton városában született 1990. március 9-én.
2009-ben kiadta első kislemezét Tool it and Boot it címmel, mely a 67. helyig ért el a Billboard Hot 100-on. 2013-as My Nigga kislemeze ugyanezen a listán a 19. helyet érte el, amely karrierje fellendülését eredményezte. Ezen kívül még három nagylemezt adott ki, és számos filmben is szerepelt.